# 수직 기록 방식
수직 기록 방식(perpendicular recording), 수직 자기 기록(perpendicular magnetic recording, PMR, conventional magnetic recording, CMR)은 자기 매체, 특히 하드 디스크에 데이터를 기록하는 기술이다. 이는 1976년 당시 일본 도호쿠 대학의 이와사키 슌이치 교수에 의해 처음으로 이점이 입증되었으며 2005년에 처음으로 상업적으로 구현되었다. 나노 크기에서 종방향 자기 기록(LMR)에 비해 PMR의 전례 없는 이점을 보여주는 최초의 업계 표준 시연이다. 1998년 IBM 알메이든 연구 센터에서 CMU(카네기 멜런 대학교)의 미국 국립과학재단(NSF) 엔지니어링 연구 센터(ERC)인 데이터 저장 시스템 센터(DSSC)의 연구원들과 협력하여 만들어졌다.

## 같이 보기
- 가열 자기 기록(HAMR)
- 기와식 자기 기록(SMR)